# Floating Seeds Remixed
Floating Seeds Remixed è un album di remix del gruppo musicale britannico Ozric Tentacles, pubblicato nel 1999.

## Tracce
1. Sunhair (System 7 Stargate Mix) – 8:33
2. Pteranodon (Halucinogen Remix) – 8:53
3. Neurochasm (Sparky Lightbourne Burger Mix) – 5:25
4. Sploosh (Youth and Simon's Hydrophonic Decimation) – 7:10
5. Afroclonk (Space Raiders Dirty Mouse Mix) – 5:55
6. Strangeitude (Eat Static Remix) – 8:25
7. Eternal Wheel (Zion Train Remix) – 7:22
8. Meander (DJ BNK Karum Mix) – 8:27
9. Wob Glass (Will White Mix) – 5:43